# Guaricano

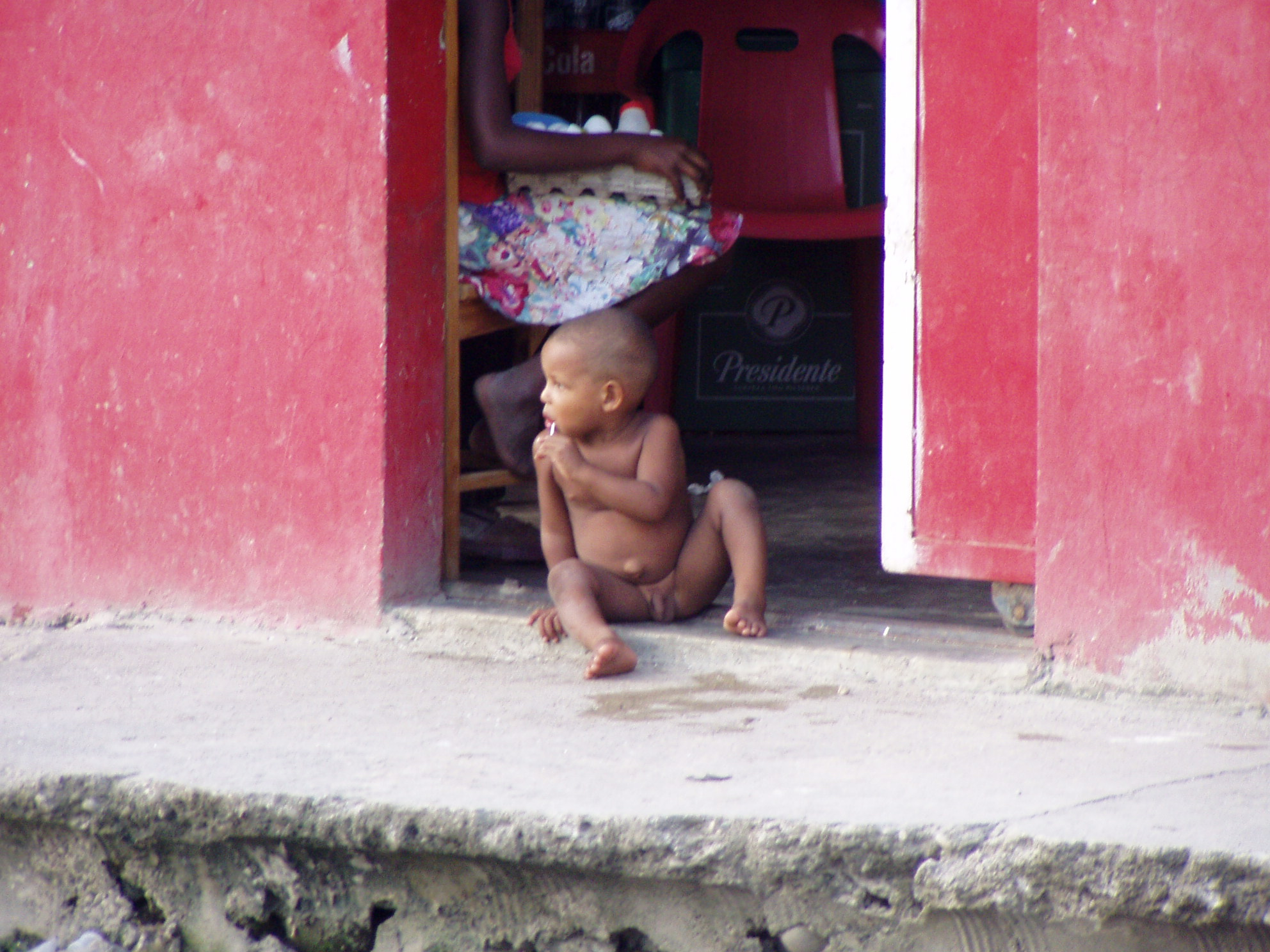
Un bimbo gioca sulla porta di casa nel barrio del Guaricano

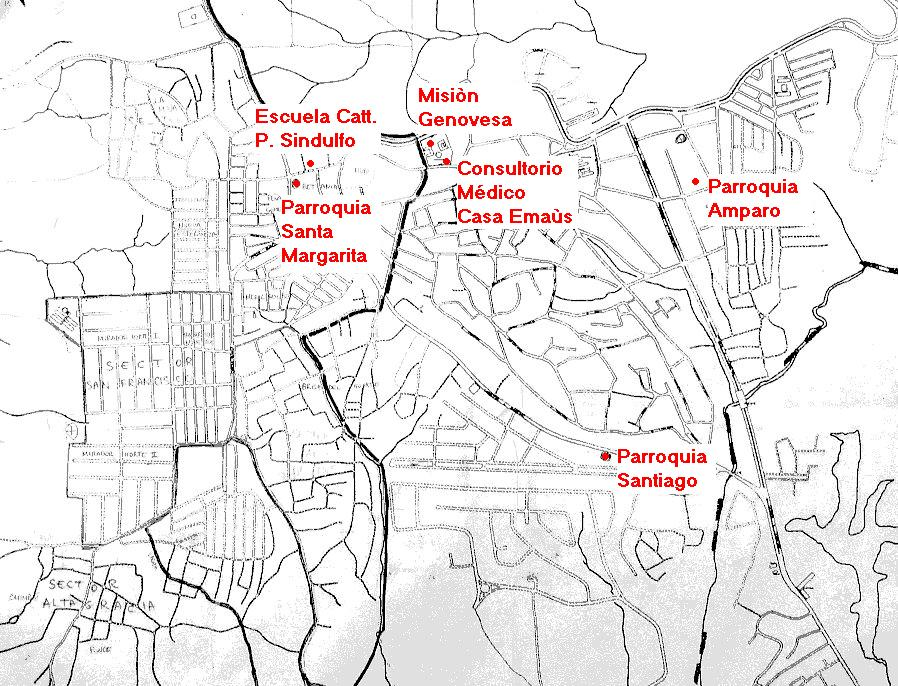
Pianta topografica

Il barrio del Guaricano è un centro abitato situato alla periferia nord della città di Santo Domingo. È zona di recente urbanizzazione, legata all'affluenza nella capitale da tutte le parti del paese. Socialmente, si tratta di una zona molto povera.
In tono dispregiativo era conosciuto negli anni ottanta come "il barrio della spazzatura", a causa del deposito dei rifiuti della città che fino agli inizi degli anni novanta si trovava al suo ingresso. Lo sviluppo urbano ha suggerito agli amministratori di bonificare il deposito e di trasferirlo una decina di chilometri più a nord, nelle vicinanze di Duquesa.

## Casa
L'abitazione media è edificata in blocchetti di cemento, senza intonaco, e ha dimensione di 6x12 metri, suddivisi da pareti di compensato in 4 o 5 vani: una "veranda" esterna, chiamata localmente galería, salotto, cucina, una o due camere da letto. Le pareti interne non raggiungono il tetto, per lasciar circolare meglio l'aria nella stagione calda. La copertura è di lamiera ondulata inchiodata su una travatura di legno.
Le finestre hanno le inferriate per proteggere dai ladri, e al posto del vetro c'è una serranda che ricorda le nostre tende alla veneziana, ma è fissa e di metallo, e non isola (non ce n'è bisogno, la temperatura non scende mai sotto i 18 °C). Inoltre esiste sempre un "bagno", esterno alla casa, a volte ancora con un buco come latrina, e che serve per fare la "doccia" (un dominicano si lava anche 4 o 5 volte al giorno!).
Chi si è stabilito da poco ha ancora le pareti di legno, ma si nota uno sforzo grande per migliorare questa condizione: appena possibile si tira su un muro esterno di blocchetti (diventerà il muro della casa rinnovata), e chi può fa il tetto di cemento. Però all'interno lo spazio rimane "stretto": spesso si dorme tutti nella stessa camera, i letti attaccati uno all'altro (se ci sono!), gli armadi non esistono e i vestiti sono appesi a bastoni sistemati negli angoli della camera.

## Strade
Le strade: le principali sono asfaltate (a parte buchi, solchi e tratti rovinati). Tutte le altre sono in terra, e si trasformano in fango appena piove.
L'urbanizzazione è avvenuta in molti punti con il semplice tracciamento delle strade da parte del comune, ossia facendo un marciapiedi di cemento sotto al quale sono stati posti, in qualche urbanizzazione più pensata, i grandi tubi della fognatura; ai lati la gente ha costruito la sua casa.
Altrove è stato lo stato, a costruire le case, palazzine a uno o più  piani, destinate in qualche caso ad accogliere famiglie sfrattate da altri quartieri; tipico il quartiere che esisteva dove per il 1992 è stato eretto il faro a Colombo: molti suoi abitanti hanno ricevuto una casa in Guaricano.

## Scuole

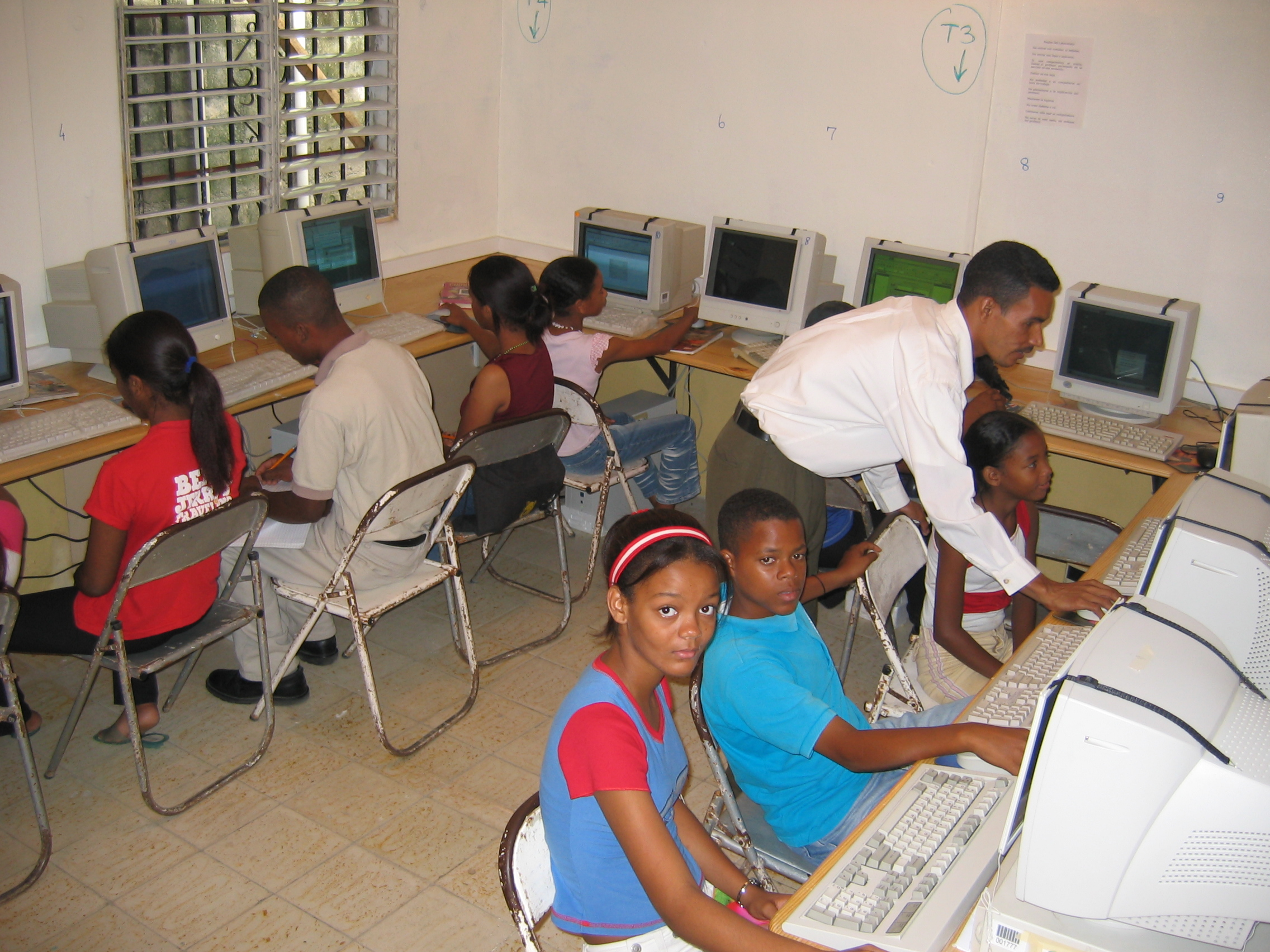
Un gruppo di studenti alle prese con l'informatica in una delle poche scuole efficienti del Guaricano

Le scuole sono insufficienti. Il primo governo di Leonel Fernández (1996-2000) ha ripreso a costruire, dopo anni di incuria, un complesso iniziato dal governo precedente, per una capienza di ventiquattro aule. Per l'incompletezza dell'edificio, molti bambini - soprattutto se non sono dichiarati - rimangono tuttavia tuttora esclusi dalla scuola, e passano le giornate giocando nel fango.
Attualmente è fortissima la domanda di un liceo per Guaricano, a cui si sta dando risposta costruendo una scuola professionale; l'opera è resa possibile da un finanziamento del BID, Banco Interamericano de Desarrollo (Banca Interamericana di Sviluppo). A fronte di venticinque classi dell'ottavo della primaria (corrispondente alla terza media italiana), ci sono solo otto classi diurne di prima liceo. Le quattro prime liceo serali sono sconsigliabili e temutissime per il clima di violenza che infesta il barrio di notte.

## Salute
I servizi sociali più elementari sono carenti: vi sono alcune strutture medico-ambulatoriali, gestite dalla Chiesa cattolica o da chiese evangeliche. Ve ne sono altre private (care), pubbliche (abbastanza inefficienti) e gestite da ONG. Mancano completamente i servizi per anziani e gli asili infantili. Nel 2005 la Chiesa cattolica ha cominciato un servizio di ambulanza.

## Spazzatura

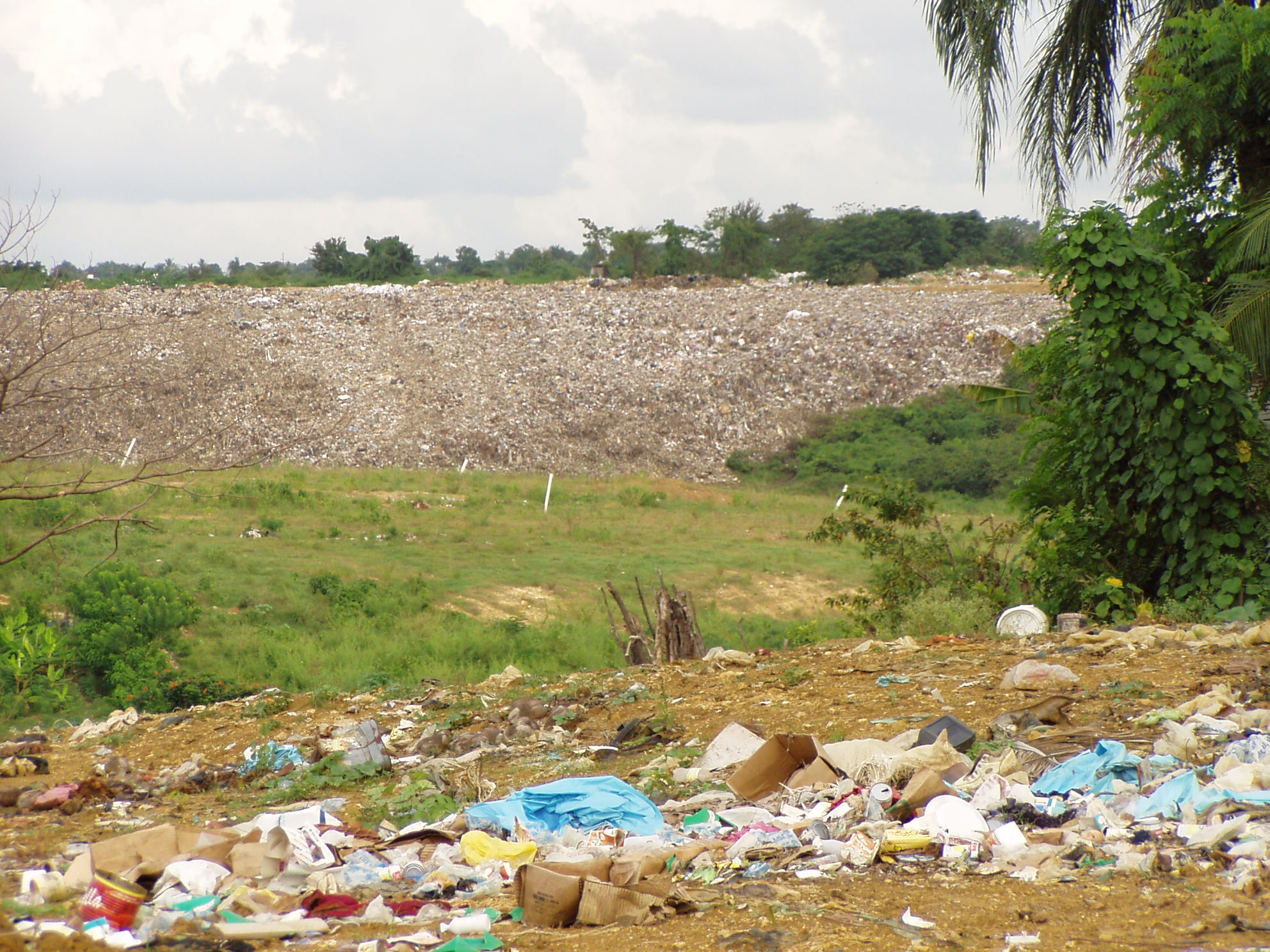
La discarica a cielo aperto di Duquesa

La spazzatura regna ovunque, inquinando l'ambiente e producendo fetori. A volte viene bruciata, ad aumentare la quantità di fumo e di inquinanti che si respirano.

## Matrimonio e famiglia
È frequente che giovani donne poco più che adolescenti rimangano incinte, dal fidanzato o da rapporti occasionali. Le gravidanze sono comunque accettate dalla madre e i figli vengono normalmente riconosciuti. Il neonato non può essere tuttavia riconosciuto al registro civile dal momento che la legge dominicana richiede per la dichiarazione che entrambi i genitori abbiano compiuto i 16 anni di età. Parecchi di questi genitori non considerano tuttavia "necessario" il riconoscimento civile dei figli o comunque non lo ritengono una cosa urgente. Altre volte partono con l'idea di procedere al riconoscimento non appena arriveranno all'età richiesta dalla legge, se non fosse che a quel punto la coppia può essere "cambiata" e il nuovo padre non intende riconoscere il figlio di un altro. La conseguenza è che molti bambini crescono senza tutela giuridica, con tutte le implicazioni del caso.

## Juntas de vecinos, Associazioni di Vicini
A livello di partecipazione, la legge prevede che i cittadini si riuniscano in associazioni denominate juntas de vecinos (associazioni di vicini), che raggruppano le persone che vivono nella stessa urbanizzazione (il Guaricano ne conta una quarantina per circa 100 000 abitanti), che le autorità riconoscono come gli interlocutori naturali per affrontare i problemi dei quartieri, e che fanno da tramite per la segnalazione di bisogni e l'effettuazione di alcuni servizi elementari.
Stesso discorso si può fare per alcune Organizzazioni non governative presenti sul territorio e che operano per la promozione della donna, per la tutela dell'infanzia, per lo sviluppo della microimprenditoria. Ricevono molte risorse, uno dei principali finanziatori è la associazione internazionale di stampo evangelico Visión Mundial (Visione Mondiale), ma mediamente la gente ha poca fiducia in esse.